# Stanislav Il'nickij
Stanislav Alekseevič Il'nickij (in russo Станислав Алексеевич Ильницкий?; Belgorod, 24 febbraio 1994) è un cestista russo.

## Palmarès
- Coppa di Russia: 1

Lokomotiv Kuban: 2017-2018
- Eurocup: 1

Chimki: 2014-2015
- VTB United League: 1

UNICS Kazan': 2022-2023